# Christelijk communisme
Christelijk communisme is een vorm van religieus communisme met het christendom als uitgangspunt. Het is een theologische en politieke theorie die berust op de opvatting dat de leer van Jezus Christus christenen dwingt het communisme te steunen als het ideale sociale systeem. Hoewel er geen algemene overeenstemming is over wanneer het christelijke communisme gesticht is, beweren veel christelijke communisten dat uit de Bijbel al blijkt dat de eerste christenen, waaronder de apostelen, in de jaren na de dood en opstanding van Jezus hun eigen kleine communistische maatschappij stichtten. Onafhankelijke historici en veel aanhangers van het christelijke communisme stellen dat het door Jezus onderwezen en door de apostelen zelf uitgevoerd werd, iets wat andere christenen weer bestrijden.
Oorspronkelijk was de Bond der Communisten een christelijk-communistische organisatie, opgericht als Bond der Rechtvaardigen te Londen in 1836. Karl Marx heeft de christelijke aard van de organisatie verworpen, door middel van het Communistisch Manifest.

## Voetnoten
1. ↑  Handelingen 2:44, 4:32-37; 5:1-12. Andere sterk communistische verzen zijn: Matteüs 5:1-12, 6:24, Lucas 3:11, 16:11, 2 Corinthiërs 8:13-15 en Jakobus 5:3.
2. ↑  Dit is tevens de standpunt van de orthodoxe marxist (en) Kautsky, Karl (1953). Foundations of Christianity. Russell and Russell [1908], "IV.II. The Christian Idea of the Messiah. Jesus as a Rebel.".: het christendom was een uitdrukking van klassenstrijd in de oudheid.
3. ↑  (en) Bang, Gustav (2006). Crises in European History. Socialist Labor Party [1916], "2. The Rise of Christianity. Christian Communism", p. 24. Gearchiveerd op 6 april 2023.
4. ↑  (en) Lansford, Tom (2007). Communism. Political Systems of the World. Marshall Cavendish, "History of Communism", pp. 24-25. Geraadpleegd op 16 mei 2011.
5. ↑  (en) von Mises, Ludwig (1981). Socialism. Yale University Press, New Heaven [1951], "Christianity and Socialism", p. 424. Geraadpleegd op 16 mei 2011.
6. ↑  (en) The London Quarterly and Holborn Review, Volume 26, Londen (1866), "Rénan's Les Apôtres. Community life", p. 502. Geraadpleegd op 10 mei 2011.
7. ↑  (en) Unterbrink, Daniel T. (2004). Judas the Galilean. iUniverse, Lincoln, "The Dead Sea Scrolls", p. 92. ISBN 0-595-77000-2. Geraadpleegd op 10 mei 2011.
8. ↑  (en) Guthrie, Donald (1992). The Apostles. Zondervan, Grand Rapids, Michigan [1975], "3. Early Problems. 15. Early Christian Communism", p. 46. ISBN 978-0-310-25421-8.
9. ↑  (en) Renan, Ernest (1869). Origins of Christianity. Carleton, New York, "VIII. First Persecution. Death of Stephen. Destruction of the First Church of Jerusalem", p. 152.
10. ↑  (en) Ehrhardt, Arnold (1969). The Acts of the Apostles. University of Manchester. The University Press, Manchester, "St Peter and the Twelve", p. 20. ISBN 978-0719003820.
11. ↑  (en) Boer, Roland (2009). Political Grace. The Revolutionary Theology of John Calvin. Westminster John Knox Press, Louisville, Kentucky, "Conclusion: What If? Calvin and the Spirit of Revolution. Bible", p. 120. ISBN 978-0-664-23393-8.
12. ↑  (en) Halteman Finger, Reta (2007). Of Widows and Meals. Communal Meals in the Book of Acts. Wm. B. Eerdmans Publishing Co., Cambridge, UK, "Reactions to Style and Redaction Criticism", p. 39. ISBN 978-0-8028-3053-1.
13. ↑  (en) Ellicott, Charles John, Plumptre, Edward Hayes (1910). The Acts of the Apostles. Cassell, London, "III. The Church in Jerusalem. I. Christian Communism".
14. ↑  (en) Montero, Roman A., Foster, Edgar G. (2017). All Things in Common The Economic Practices of the Early Christians.. Wipf and Stock Publishers, Eugene. ISBN 9781532607912.